# Aki Tonoike
Aki Tonoike (Japans: 外ノ池 亜希, Tonoike Aki) (Tatsuno, Nagano, 3 maart 1979) is een Japans voormalig schaatsster.

## Junioren
Aki Tonoike bereikte al in 1994 bij het wereldkampioenschap schaatsen junioren in Berlijn de 10e plaats. Twee jaar later in Calgary pakte ze het brons en in 1998 in Roseville werd ze wereldkampioen bij de junioren. In 1997 en 1998 reed ze vier wereldrecords (junioren) op de 1000 en 1500 meter.

## Wereldbeker
Begin 1997 debuteerde ze in de wereldbekerwedstrijden. Ze won tussen 2000 en 2003 twee wedstrijden op de 500 meter en twee op de 1000 meter. In het seizoen 2000/01 werd ze 4e en een jaar later 3e in de eindrangschikking op de 1000 meter.

## Kampioenschappen
In 2000 werd ze Japans kampioene op de 1500 meter, in 2003 op de 1000 meter en ze werd nationaal sprintkampioene in 2002 en 2003. Bij de Aziatische Winterspelen won ze 2 zilveren medailles in 1996 (1000 en 1500 meter). In 2003 won ze een zilveren medaille op de 1500 meter en een gouden op de 1000 meter. Ze nam viermaal deel aan de Olympische Spelen, van 1998 tot 2006, met als beste resultaat een 7e plaats bij de 1000 meter op de Olympische Winterspelen 2002.

## Persoonlijke records
| Afstand    | Tijd    | Datum            | Baan           |
| ---------- | ------- | ---------------- | -------------- |
| 500 meter  | 38,25   | 4 maart 2001     | Calgary        |
| 1000 meter | 1.14,64 | 17 februari 2002 | Salt Lake City |
| 1500 meter | 1.56,81 | 11 maart 2001    | Salt Lake City |

## Resultaten
| jaar | WK Sprint | WK Afstanden        | Olympische Spelen  | WK Junioren |
| ---- | --------- | ------------------- | ------------------ | ----------- |
| 1994 |           |                     |                    | 10e         |
| 1995 |           |                     |                    | 7e          |
| 1996 |           |                     |                    | Brons       |
| 1997 |           |                     |                    |             |
| 1998 |           | 14e 1500m           | 16e 1500m          | Goud        |
| 1999 | 7e        | 5e 1000m            |                    |             |
| 2000 | 10e       | 10e 1000m           |                    |             |
| 2001 | 4e        | 10e 1000m 11e 1500m |                    |             |
| 2002 | 7e        |                     | 7e 1000m 14e 1500m |             |
| 2003 | 15e       |                     |                    |             |
| 2004 | 7e        | 9e 500m 13e 1000m   |                    |             |
| 2005 |           |                     |                    |             |
| 2006 | 22e       |                     | 17e 1000m          |             |

## Wereldrecords
| Nr. | Afstand | Tijd    | Datum            | Baan    |
| --- | ------- | ------- | ---------------- | ------- |
| jr1 | 1000 m  | 1.18,40 | 22 november 1997 | Calgary |
| jr2 | 1000 m  | 1.18,28 | 23 november 1997 | Calgary |
| jr3 | 1500 m  | 2.03,06 | 4 januari 1998   | Nagano  |
| jr4 | 1500 m  | 2.01,79 | 29 maart 1998    | Calgary |